# Občina Črnomelj
Občina Črnomelj (slovinsky Občina Črnomelj německy Gemeinde Tschernembl) je jedna ze slovinských občin. Správním centrem je Črnomelj.

## Sídla
- Adlešiči
- Balkovci
- Bedenj
- Belčji vrh
- Bistrica
- Blatnik pri Črnomlju
- Bojanci
- Brdarci
- Breg pri Sinjem vrhu
- Breznik
- Butoraj
- Cerkvišče
- Črešnjevec pri Dragatušu
- Črnomelj
- Čudno selo
- Dalnje njive
- Damelj
- Desinec
- Deskova vas
- Dečina
- Dobliče
- Doblička gora
- Dolenja Podgora
- Dolenja vas pri Črnomlju
- Dolenjci
- Dolenji Radenci
- Dolenji Suhor pri Vinici
- Dolnja Paka
- Draga pri Sinjem vrhu
- Dragatuš
- Dragovanja vas
- Dragoši
- Drenovec
- Drežnik
- Fučkovci
- Golek pri Vinici
- Golek
- Gorenja Podgora
- Gorenjci pri Adlešičih
- Gorenji Radenci
- Gorica
- Gornja Paka
- Gornji Suhor pri Vinici
- Griblje
- Grič pri Dobličah
- Hrast pri Vinici
- Hrib
- Jankoviči
- Jelševnik
- Jerneja vas
- Kanižarica
- Knežina
- Kot ob Kolpi
- Kot pri Damlju
- Kovača vas
- Kovačji grad
- Kvasica
- Lokve
- Mala Lahinja
- Mala sela
- Mali Nerajec
- Marindol
- Mavrlen
- Mihelja vas
- Miklarji
- Miliči
- Močile
- Naklo
- Nova Lipa
- Obrh pri Dragatušu
- Ogulin
- Otovec
- Paunoviči
- Pavičiči
- Perudina
- Petrova vas
- Pobrežje
- Podklanec
- Podlog
- Prelesje
- Preloka
- Pribinci
- Purga
- Pusti Gradec
- Rim
- Rodine
- Rožanec
- Rožič vrh
- Ručetna vas
- Sela pri Dragatušu
- Sela pri Otovcu
- Selce pri Špeharjih
- Sečje selo
- Sinji Vrh
- Sodevci
- Srednji Radenci
- Stara Lipa
- Stari trg ob Kolpi
- Stražnji Vrh
- Svibnik
- Šipek
- Špeharji
- Talčji Vrh
- Tanča Gora
- Tribuče
- Tušev dol
- Učakovci
- Velika Lahinja
- Velika sela
- Veliki Nerajec
- Vinica
- Vojna vas
- Vranoviči
- Vrhovci
- Vukovci
- Zagozdac
- Zajčji Vrh
- Zapudje
- Zastava
- Zilje
- Zorenci
- Žuniči